# 湖岸道路
湖岸道路（こがんどうろ）は、滋賀県の琵琶湖南岸・東岸を経由する複数の道路の総称である。東側を通る湖岸沿いの道路にはさざなみ街道（さざなみかいどう）という愛称を制定している。
狭義では湖岸に道路があった旧大津市街のものを指す。広義では主に県北部において見られる、琵琶湖総合開発事業において建設された「湖周道路」や、琵琶湖岸の農地を琵琶湖の水位上昇による洪水被害から守る堤防の管理用道路として建設され、その後一般道路として開放されている「湖岸堤・管理用道路」も含まれる。
同道路の一部は湖岸堤・管理用道路として建設され、総延長は50.4 kmにわたる。なお、湖岸堤・管理用道路の高さは琵琶湖の基準水位より2.6 m高い所を通る。湖岸には前波（消波帯）が設けられ、その一部は都市公園湖岸緑地として整備され、所々に緑地公園が設けられた。

## 対象となる道路

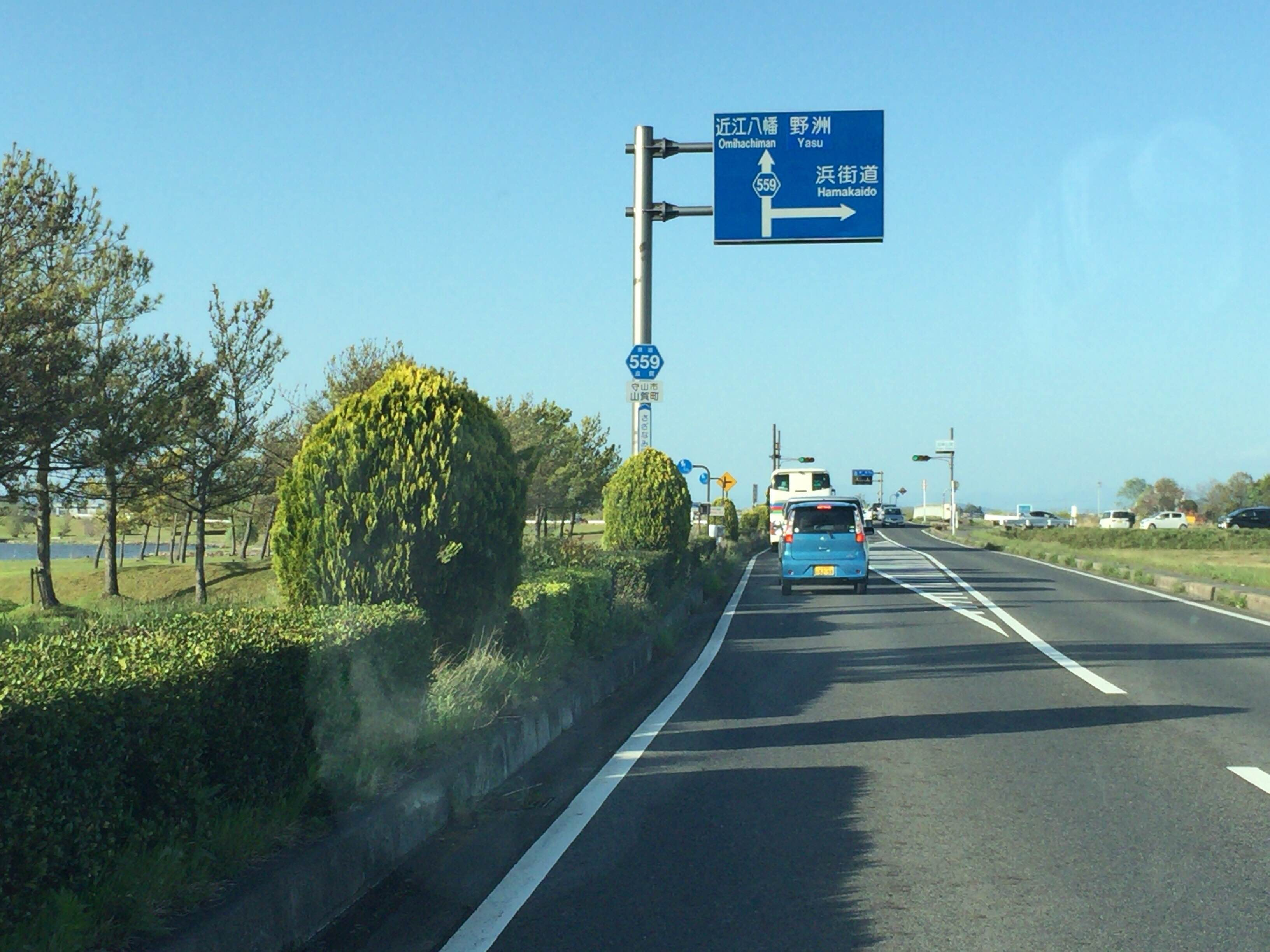
滋賀県道559号線（湖岸緑地 赤野井-1沿い、湖岸山賀交点南側）

| 道路名                         | 起点とその所在地 | 起点とその所在地 | 終点とその所在地 | 終点とその所在地 | 備考                                                                 |
| ------------------------------ | ---------------- | ---------------- | ---------------- | ---------------- | -------------------------------------------------------------------- |
| 滋賀県道102号大津湖岸線        | 大津市           | 大津港口交点     | 大津市           | 松原国道口交点   | 大津港口交差点 - 近江大橋西詰交点間は滋賀県道18号大津草津線と重複    |
| 国道422号                      | 大津市           | 松原国道口交点   | 大津市           | 唐橋西詰交点     | 唯一の国道区間                                                       |
| 滋賀県道2号大津能登川長浜線    | 大津市           | 唐橋西詰交点     | 大津市           | 唐橋東詰交点     | 瀬田の唐橋                                                           |
| 滋賀県道559号近江八幡大津線    | 大津市           | 唐橋東詰交点     | 近江八幡市       | 湖岸白鳥川交点   | 烏丸半島（草津市）付近を経由。守山市・野洲市もこの県道に属する       |
| 滋賀県道26号大津守山近江八幡線 | 近江八幡市       | 湖岸白鳥川交点   | 近江八幡市       | 長命寺町交点     | この県道の通称は「浜街道」。渡合橋北詰交点まで滋賀県道25号線と重複   |
| 滋賀県道25号彦根近江八幡線     | 近江八幡市       | 長命寺町交点     | 彦根市           | 長曽根町北交点   | 長命寺町付近はバイパス（内陸回り）と分岐。東近江市もこの県道に属する |
| 滋賀県道2号大津能登川長浜線    | 彦根市           | 長曽根町北交点   | 長浜市           | 公園町交点       | 入江橋交点（米原市。滋賀県道234号朝妻筑摩近江線と分岐）を経由        |

## 都市公園湖岸緑地
琵琶湖岸の前波（消波帯）の一部に設けられた緑地公園であり、付帯する施設やバーベキューの可否は各緑地公園によって異なる。また、緑地公園によっては同一名称で複数の公園を有する。なお、長浜市の湖岸緑地長浜南浜地区（長浜、細江、長浜南浜、姉川河口）は湖周道路（さざなみ街道）沿いにあるため、当項での解説は省略する。

### 南湖東岸地域
同愛称に指定された公園のみを記載したが、中主吉川は湖岸道路（さざなみ街道）から南へ少し離れた所にある。
草津市
- 帰帆島
- 北山田
- 志那
- 津田江

守山市
- 赤野井
- 木浜
- 野洲川河口 - 隣接する野洲市に跨がる湖岸緑地。

野洲市
- 野洲川河口 - 隣接する守山市に跨がる湖岸緑地。
- 吉川
- 中主吉川 - 湖岸道路の少し南側（野洲市街方面）にある湖岸緑地。

（南湖東岸地域のマップ：）

### 湖東湖北地域
湖岸道路沿い（公園町交点（長浜市）以南）のみを記載。
東近江市
- 栗見新田
- 栗見出在家

彦根市
- 新海
- 田附
- 南三ツ谷
- 柳川
- 薩摩
- 下石寺
- 三津屋
- 曽根沼
- 八坂
- 大藪
- 松原 - 鳥人間コンテスト選手権大会の会場、松原水泳場に隣接。

米原市
- 宇賀野
- 長沢

長浜市
- 田村
- さいちか浜

（湖東湖北地域のマップ：）

## その他
- 2023年（令和5年）のゴールデンウィーク期間（4月28日 - 5月7日）は湖岸緑地志那2エリア（草津市志那町）で有料化社会実験が行われ、駐車場の有料化（1日貸し）とバーベキュー（事前予約制）の食材提供・グリル等の貸出しが行われた[注 5][10]。これは、施設の利便性と快適性を向上し、マナー良く利用するための実験とその影響・課題を把握するものを兼ねている[10]。